# 香村陽子
香村 陽子（かむら ようこ、1973年1月16日 - ）は、北海道出身の女性漫画家。血液型はB型。デビュー前のペンネームは中村陽太。ポメラニアンのツキと暮らしている。朝比奈ゆうや・亜月亮とは友人関係にある。

## 略歴
- 1996年 - 「お日様の笑顔」で第59回 S・B（シーズン・ベスト）賞佳作を受賞。同年、りぼんオリジナル4月号に同作品が掲載されデビューした。

## 作品リスト
- お日様の笑顔（デビュー作）
- 一緒だね
- ぼくらのパワー
- 君を見ていた
- 天使は舞い降りた
- スノーホワイト
- おとこのこ・おんなのこ
- 小さな頃から
- 恋するテディ・ボーイ（初連載）全3回
- エンジェルスノー
- まほうのくすり
- スイート・リトルデビル
- ココロノ音
- 月明りの散歩道
- フレーム・アウト!
- ハートランドの住人
- 雪咲きひまわり
- 24センチの時間
- ふしぎいろ絵本 （連載）全3回
- かわいいひと
- ミニマム・クイーン
- いちご観察日記
- 空のまんなか（きらきら星・スプリングストーム・天の川・ホワイトクリスマス＆通常連載）全15回
- 夏恋花火
- やさしい温度
- こころ遥か
- 恋花模様

※「夏恋花火」「やさしい温度」「こころ遥か」「恋花模様」はリンク作品。
- ライオンライク
- 月と太陽のランデブー（『ザ マーガレット』2010年1月号）

## 書籍情報
- 天使は舞い降りた 集英社 〈りぼんマスコットコミックス〉 1998年1月初版発行、ISBN 978-4-088-56062-5
- 恋するテディ・ボーイ 集英社 〈りぼんマスコットコミックス〉 1999年3月初版発行、ISBN 978-4-088-56136-3
- ココロノ音 集英社 〈りぼんマスコットコミックス〉 2000年10月初版発行、ISBN 978-4-088-56234-6
- ハートランドの住人 集英社 〈りぼんマスコットコミックス〉 2001年11月初版発行、ISBN 978-4-088-56328-2
- ふしぎいろ絵本 集英社 〈りぼんマスコットコミックス〉 2002年10月15日初版発行、ISBN 978-4-088-56411-1
- ミニマム・クイーン 集英社 〈りぼんマスコットコミックス〉 2003年7月15日初版発行、ISBN 978-4-088-56479-1
- 空のまんなか 第01巻 集英社 〈りぼんマスコットコミックス〉 2004年8月11日初版発行、ISBN 978-4-088-56558-3
- 空のまんなか 第02巻 集英社 〈りぼんマスコットコミックス〉 2005年2月15日初版発行、ISBN 978-4-088-56588-0
- 空のまんなか 第03巻 集英社 〈りぼんマスコットコミックス〉 2005年9月15日初版発行、ISBN 978-4-088-56636-8
- 恋花模様 集英社 〈りぼんマスコットコミック〉 2008年1月15日初版発行、ISBN 978-4-088-56795-2